# Frankland Peak
Frankland Peak är en bergstopp i Australien. Den ligger i kommunen Derwent Valley och delstaten Tasmanien, i den sydöstra delen av landet, omkring 97 kilometer väster om delstatshuvudstaden Hobart. Toppen på Frankland Peak är 1 083 meter över havet.
Trakten runt Frankland Peak är nära nog obefolkad, med mindre än två invånare per kvadratkilometer.. Det finns inga samhällen i närheten.
I omgivningarna runt Frankland Peak växer i huvudsak städsegrön lövskog. Genomsnittlig årsnederbörd är 1 932 millimeter. Den regnigaste månaden är juli, med i genomsnitt 232 mm nederbörd, och den torraste är februari, med 84 mm nederbörd.